# Erythrocles schlegelii
Erythrocles schlegelii är en fiskart som först beskrevs av Richardson, 1846.  Erythrocles schlegelii ingår i släktet Erythrocles och familjen Emmelichthyidae. Inga underarter finns listade i Catalogue of Life.